# Fàbrica de gel La Sibèria
La fàbrica de gel La Sibèria és un conjunt fabril del Poblenou de Barcelona, catalogat com a bé amb elements d'interès (categoria C). Aquesta i la fàbrica Sant Antoni, també al Poblenou, són els únics testimonis que han quedat de la producció industrial de gel a Barcelona.

## Història
Des d'inicis del segle xx, la producció de gel de forma industrial comportava la desaparició del produït de manera natural en pous de glaç i de neu. La primera notícia documental d'aquesta fàbrica de gel data del 1912, quan els industrials Christensen i Corominas, propietaris d'una empresa de construcció de maquinària frigorífica situada al carrer de Manso, 52, van sol·licitar donar més alçada al mur de tancament i construir un cobert definitiu en una fàbrica al carrer Wad-Ras (actualment Doctor Trueta), 128, segons el projecte de l'arquitecte Bernardí Martorell i Puig. Pel que sembla, aquests propietaris ja hi havien construït una sitja de 15 m de llargada per 4 d'amplada i un cobert de 3,5 x 3 m, cosa que demostraria l'existència de la fàbrica abans del 1912.
El 26 de juliol del 1920 es va fundar la societat anònima La Sibèria, que entre 1924 i 1928, va adquirir la propietat de les finques on s'ubicava la fàbrica de gel, que ocupava una superficie de 3.508 m². El 1928, el gerent Magí Corominas va sol·licitar permís per a construir dues noves naus al carrer de Wad-Ras, gairebé al xamfrà amb el carrer d’Àvila. Es tractava d'un edifici de planta baixa destinat a magatzem i un altre adossat a aquest de dues plantes, destinat a despatx i habitatge del porter, amb una façana noucentista, segons el projecte de l'arquitecte Antoni Pascual. Aquell mateix any, Corominas va demanar permís (que li va ser concedit un temps després, entre 1930 i 1935) per a construir un cobert al pati de la fàbrica destinat a un transformador elèctric, segons el projecte de l'enginyer Emilio Gutiérrez Díaz.
Durant la Guerra Civil, La Sibèria i altres set empreses de fabricació de gel (totes situades al Poblenou, excepte una que pertanyia al grup Damm i es trobava al carrer Viladomat) van ser col·lectivitzades. En acabar la guerra, el recinte de la fàbrica es va ampliar amb la incorporació de tres finques més comprades entre 1941 i 1942; dues corresponen al carrer de Wad-Ras, núms. 130-132 i 134, i l'altra al carrer d’Àvila. Aquestes compres van permetre millorar tècnicament les instal·lacions, ja que el 1944 es va demanar permís per construir de un cobert industrial de 144 m² per a protegir de la intempèrie una bateria de condensadors atmosfèrics que havien substituït els ja existents.
A la dècada del 1950 i principis de la del 1960, Sota la gerència de Domènec Brasà i Corominas, el conjunt fabril va experimentar una important transformació, paral·lela al creixement de la companyia, fins a arribar a ocupar una bona part de l'illa, assolint l'aspecte que té actualment. En aquells anys, la societat, propietària des del 1947 de les cases de veïns situades al xamfrà de Wad-Ras i Badajoz, els va afegir una nova planta i va substituir la fossa sèptica. L'adquisició d'aquestes cases va permetre que la fàbrica ocupés els patis d'illa dels núms. 136 i 138 del carrer de Wad-Ras (actualment del Doctor Trueta) amb uns magatzems projectats per l'arquitecte Jaume Villavecchia. El 1962 es va construir un garatge al núm. 134 segons el projecte de l'enginyer Santiago Puigjaner, que seguia la composició formal de les naus originals. Amb una superfície de 1.186 m² i capacitat per a 100 vehicles, comptava amb instal·lacions de reparació i manteniment d'automòbils.
D'altra banda, el cos corresponent als núms. 122-128 va ser àmpliament modificat respecte a la construcció original del 1928. Sembla que el 1957 es va fer un primer projecte per aixecar-hi un nou edifici destinat a cambres frigorífiques, que finalment no es va realitzar. Després s'hi va aixecar la construcció actual de planta baixa i tres pisos, el permís d'obres de la qual no s'ha pogut localitzar. El 1984, l'arquitecte Josep Antoni Coderch va projectar una reforma consistent en obrir-hi dues noves finestres i una porta.
El 1963, La Sibèria, amb una cotització de 63.304 pessetes, ocupava el 40è lloc de les indústries del Poblenou, malgrat haver estat superada en el seu sector per Indústries Frigorífiques SA (Frigo).
El 2023 es va rehabilitar la fàbrica per a convertir-la en habitatges amb criteris de sostenibilitat. Paral·lelament, s'han construït 47 habitatges de lloguer assequible als carrers de Badajoz i del Doctor Trueta a càrrec de l'empresa Coyoacan, vinculada a Jaume Roures, i l'estudi  bosch.capdeferro.arquitectura.

## Descripció
Es tracta d'un conjunt de cinc naus d'una única planta o planta baixa més un pis i un edifici de planta baixa i tres pisos, que ocupen aproximadament una quarta part de l'illa de cases formada pels carrers d'Àvila, Badajoz, Doctor Trueta i l'Avinguda d'Icària. Les naus estan resoltes amb coberta a dues aigües sobre encavallades metàl·liques. Les façanes són molt senzilles i presenten com a únic element significatiu el coronament semicircular. Pel que fa al bloc, té coberta plana i una façana molt regular de finestres rectangulars.